# Margareta Leijonhufvud
Margareta Leijonhufvud (născută Margareta Eriksdotter; 1 ianuarie 1516 – 26 august 1551) a fost a doua soție a regelui Gustav I al Suediei și mama a doi regi ai Suediei: Ioan al III-lea și Carol al IX-lea.

## Biografie
Margareta Leijonhuvfud s-a născut la castelul Ekeberg, Närke, la 1 ianuarie 1516 și a fost membră a unei dintre cele mai puternice familii de nobili suedezi, fiica lui Erik Abrahamsson Leijonhufvud (executat în Masacrul de la Stockholm) și a Ebba Eriksdotter Vasa (rudă a regelui). Când regele a decis să se căsătorească cu ea, ea era deja logodită. Logodna a fost ruptă de dragul regelui iar logodnicul s-a căsătorit cu sora Margaretei.
Căsătoria dintre Margareta și Gustav I al Suediei a avut loc la 1 octombrie 1536; prima soție a regelui, Catherine of Saxe-Lauenburg, murise în septembrie 1535. În primii ani de căsătorie, mama Margaretei, Ebba, a jucat un rol dominant la curtea regală. S-a spus chiar că regele nu îndrăznea să se opună soacrei sale; cu toate acestea, influența ei nu a fost una politică.
Margareta a fost descrisă ca fiind inteligentă și frumoasă iar căsătoria a fost considerată una fericită. Ea și-a dedicat viața îndatoririlor casnice și a vieții de familie. A rămas catolică toată viața și a fost dureros pentru ea să facă haine din materiale textile confiscate de la mănăstiri catolice vechi dar se pare că nu și-a folosit influența pentru a-și promova propriile convingeri în politică sau religie.
Ea a fost aproape constant însărcinată, lucru care i-a zdruncinat sănătatea. În august 1551, ea și copiii au făcut o excursie cu barca pe Mälaren între Gripsholm și Västerås și la întoarcere, Margareta s-a îmbolnăvit de pneumonie. Când a murit, regele a fost profund întristat.

## Copii
1. Ioan al III-lea (Johan III) (1537–1592), Duce al Finlandei, Rege al Suediei 1567-1592
2. Katharina (1539–1610), soția lui Edzard al II-lea, Conte al Frisiei de Est
3. Cecilia (1540–1627), soția lui Christopher al II-lea, Margraf de Baden-Rodemachern
4. Magnus (1542–1595), Duce de Västanstång și Conte de Dal
5. Karl (1544-1544)
6. Ana Maria (1545–1610), soția lui George John I, Conte Palatin de Veldenz
7. Sten (1546–1547)
8. Sofia (1547–1611), soția Ducelui Magnus al II-lea de Saxa-Lauenburg, care era nepot al Catherinei de Saxa-Lauenburg
9. Elisabeta (1549–1597), soția Ducelui de Mecklenburg-Gadebusch
10. Carol al IX-lea (Karl IX) (1550–1611), Duce de Södermanland, Närke, Värmland și nordul Västergötland, Regent al Suediei 1599-1604, Rege al Suediei 1604-1611